# Megacerus albomaculatus
Megacerus albomaculatus là một loài bọ cánh cứng trong họ Bruchidae. Loài này được Teran & Kingsolver miêu tả khoa học năm 1977.